# ハビエル・ムニョス・ムスタファ
ハビエル・ダビド・ムニョス・ムスタファ（スペイン語: Javier David Muñoz Mustafá、1980年6月11日 - ）は、アルゼンチン生まれでメキシコ国籍も取得した元サッカー選手。ポジションはDF。
スーパーリーガの1シーズンで2回退場処分を受けた唯一の選手である。

## クラブ歴
CAロサリオ・セントラルの下部組織出身。2002年にCDテネリフェに移籍しスペインデビューすると、レアル・バリャドリード、CDレガネスにも在籍した。その後アルゼンチンに戻り、CAインデペンディエンテに所属した。2005年にリーガMXのサントス・ラグナに加入すると、アトランテFC、CFパチューカ、クラブ・レオン、サン・ルイスFC、チアパスFCと渡り歩き2016年までの11年間をこのリーグで過ごした。2016年夏に引退。

## タイトル

### クラブ
アタランテ
- リーガMX: 2007アペルトゥーラ

### 個人
- リーガMX最優秀センターバック賞: 2007アペルトゥーラ